# Бартон, Алан
А́лан Ба́ртон (англ. Alan Barton; 16 сентября 1953, Барнсли — 23 марта 1995, Кёльн) — британский певец, рок-музыкант, участник хитового дуэта Black Lace  , солист группы Smokie. Родился 16 сентября 1953 года в Барнсли, Йоркшир, Англия. Работал в жанрах рок-н-ролл, глэм-рок, софт-рок, прото-панк.

Умер 23 марта 1995 года от травм, полученных в автокатастрофе, произошедшей во время гастрольного тура группы по Германии. Его место в группе занял Майк Крафт.

## Ранние годы
Родился 16 сентября 1953 года в г. Барнсли, Йоркшир , Англия. Алан не хотел получать высшее образование и не хотел работать на заводе. С детства проявлял способности к музыке и, будучи подростком, мечтал о создании собственной рок группы. В 1969 г. вместе с друзьями создаёт поп-группу Black Lace, песни которой становятся хитами середины 80-х годов. В 1979 году группа представляет Великобританию на конкурсе «Евровидение». Такие песни, как «Agadoo», «Mary Ann» и «Superman» занимают верхние строчки британских хит парадов того времени .

## Время в Smokie
В 1986 году Алан присоединился к группе Smokie, после того, как оригинальный солист группы, Крис Норман, начал сольную карьеру. После ухода Криса Нормана, группа Smokie оказалась на грани распада. Да, их по-прежнему помнила публика и у них имелся достойный репертуар, но у них не было солиста. Выход предложил сам Крис Норман — его место в группе может занять его друг, певец с очень похожим тембром голоса по имени Алан Бартон. Бартон был вокалистом довольно популярной группы «Black Lace», однако стиль этого ансамбля был довольно далёк от стиля Smokie. Оставшиеся участники Smokie — Терри Аттли и Алан Силсон — сильно сомневались в способности нового солиста стать полноценной заменой Крису Норману. Новичка пригласили на вечеринку (она же прослушивание) в доме Терри Аттли, после которой все сомнения развеялись — Алан Бартон стал солистом обновлённой группы Smokie. Алан оказался ценным приобретением для группы — его честолюбие, целеустремлённость и созидательность долгое время были тем локомотивом, который позволил группе наверстать тот успех, который они имели в конце 70-х годов.
Smokie всегда была одной из самых любимых групп Алана. Резкое изменение музыкального стиля было для него нелёгкой задачей, но вскоре, благодаря его влиянию, группа снова оказалась на вершине популярности.
Многие из его песен, написанных для Smokie, стали хитами, а его стиль стал товарным знаком фирмы группы. Харизма Алана и его музыкальный талант привлекли тысячи новых поклонников группы. Группа стала очень популярна в Европе, Скандинавии, России, Австралии и Южной Африке. Во время, пока Алан был в группе Smokie выпустили 13 альбомов, которые были успешными в хит-парадах по всему миру.

### Альбомы Smokie с Аланом Бартоном
- All Fired Up (1988)
- Boulevard Of Broken Dreams (1989)
- Whose Are These Boots? (1990)
- Chasing Shadows (1992)
- Burning Ambition (1993)
- Celebration (1994)

Сборники:
- Greatest Hits Live (1989)
- The Best Of (1990)
- The Complete Smokie Collections (1995)

### Сольные проекты
В начале 1990-х годов Алан Бартон выпустил единственный сольный альбом, «Precious» (1991), а также два сопровождающих к альбому сингла: «July 69» (1990) и «Carry Your Heart» (с Кристин Петтерсен) (1991) 
Список треков
1. Being With You
2. White Dust
3. Precious
4. Carry Your Heart
5. Soakin' Up The Sun
6. Drive, Drive, Drive
7. These Feelings For You
8. July '69
9. Running Away From Heaven
10. All Fall Down

## Трагедия
19 марта 1995 года по дороге из аэропорта Дюссельдорф микроавтобус с участниками группы Smokie, в котором ехали Силсон, Аттли и Бартон, во время сильной грозы попал в аварию возле города Гуммерсбах. Рейсовый автобус сошёл с дороги и рухнул — водитель не справился с управлением. Алану Бартону не повезло — хотя он был пристёгнут ремнём безопасности, эта авария стала для него фатальной. Алан получил множественные травмы, в том числе серьёзную черепно-мозговую. В течение 5 дней врачи боролись за жизнь музыканта, однако безуспешно — 23 марта 1995 года Алан Бартон скончался в госпитале Кёльна в возрасте 41 года . На следующий день, в Санкт-Петербурге выступал Крис Норман. Как известно, он и Алан были друзьями, и Крис, в знак траура, вышел на сцену в тёмной одежде.
Бартон похоронен на Ливерпеджском кладбище в Уэст-Йоркшире в Англии.

## Семья
У Алана трое детей Дин, Ли и приёмный сын Марк. Один из них, Дин Бартон, стал популярным музыкантом и продолжил начинания отца. После смерти Алана Бартона, он занял его место в группе Black Lace. Он является талантливым певцом и гитаристом и регулярно даёт концерты в Англии, продолжая музыкальную историю семьи.